# Mayken Verhulst
Mayken Verhulst, também conhecida como Marie Bessemers, (1518–1599) foi uma pintora, miniaturista e iluminadora flamenga, frequentemente associada à Escola de Flandres do século XVI. Verhulst é lembrada por seu papel significativo na transmissão das técnicas de pintura dentro da família Brueghel, sendo sogra de Pieter Bruegel, o Velho, e possível professora de seus netos, Pieter Brueghel, o Jovem, e Jan Brueghel, o Velho. Embora não haja muitas obras atribuídas diretamente a ela, é amplamente reconhecida por seu trabalho como iluminadora de manuscritos, uma habilidade valorizada na arte renascentista flamenga.
A carreira de Verhulst é notável não apenas pela sua habilidade artística, mas também por sua posição rara como mulher ativa nas artes durante o Renascimento. Ela teria administrado o estúdio de seu marido, Pieter Coecke van Aelst, após a morte dele, desempenhando um papel central na continuidade do ateliê e na preservação das tradições artísticas de Flandres. Seu trabalho pode ter influenciado o estilo de Pieter Bruegel, o Velho, especialmente em relação à representação de cenas de gênero e ao uso de cores, embora essa influência seja ainda debatida pelos historiadores da arte.
Apesar de sua influência e importância no mundo artístico, Mayken Verhulst recebeu menos atenção nas fontes históricas do que seus contemporâneos masculinos, o que reflete a marginalização das mulheres artistas da época. Sua contribuição à formação e ao legado da família Brueghel, no entanto, a coloca como uma figura fundamental para o entendimento da arte flamenga do período